# Aimable Delune
Pour les articles homonymes, voir Delune.
Aimable Delune (1866-1923) est un architecte belge de la période Art nouveau qui fut actif à Bruxelles.

## Biographie

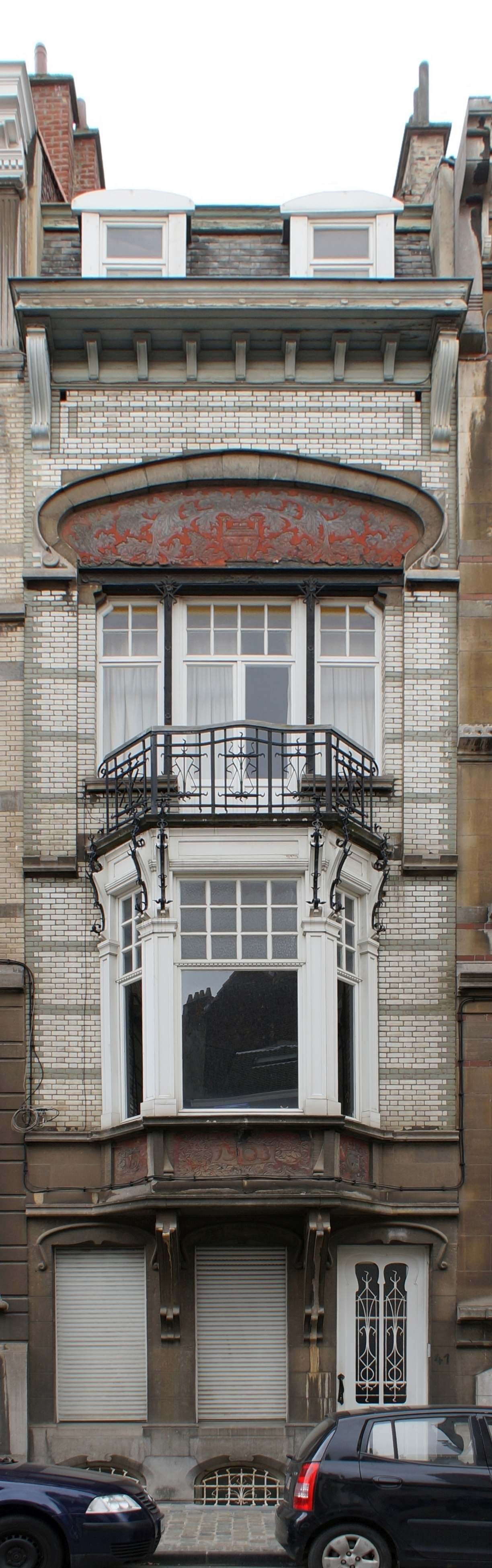
Ixelles.
41, Rue Van Elewyck (1903).
Maison personnelle de l'architecte Aimable Delune.

Aimable Delune, né à Marbais le 28 mai 1866 et décédé à Ixelles le 8 février 1923, est le fils de l'entrepreneur Hubert Delune qui était originaire de Marbais et est venu s'établir à Ixelles avec ses huit enfants.
De ces huit enfants, quatre suivirent les cours de l’Académie royale des beaux-arts de Bruxelles et devinrent architectes : Ernest (1859 - 1947), Léon (1862 - 1941), Aimable et Edmond.

## Style
Aimable Delune est en fait un architecte éclectique qui a connu au début des années 1900 une période où son style éclectique se teinta d'Art nouveau.

## Réalisations remarquables
La plus belle réalisation d'Aimable Delune est sa maison personnelle située au n° 41 de la rue Van Elewyck à Ixelles.

## Immeubles de style «Art nouveau»
- 1902-1903 : maison personnelle d'Aimable Delune, rue Van Elewyck n° 41 (sgraffites de Gabriel Van Dievoet)
- rue Fernand Neuray, 17 (oriel, sculptures, porte)
- avenue Winston Churchill, 31
- avenue Winston Churchill, 94
- avenue Winston Churchill, 96

## Immeubles de style éclectique teinté d'Art nouveau
- 1905 : avenue Paul Dejaer, 22 (rez-de-chaussée commercial teinté d'Art nouveau)[2]
- 1908 : avenue Ducpétiaux, 140

## Immeubles de style éclectique
- 1897 : chaussée d'Alsemberg, 2
- 1897 : avenue Paul Dejaer, 1
- 1898 : avenue Ducpétiaux, 70
- 1902 : rue de Mérode, 260

## Illustrations

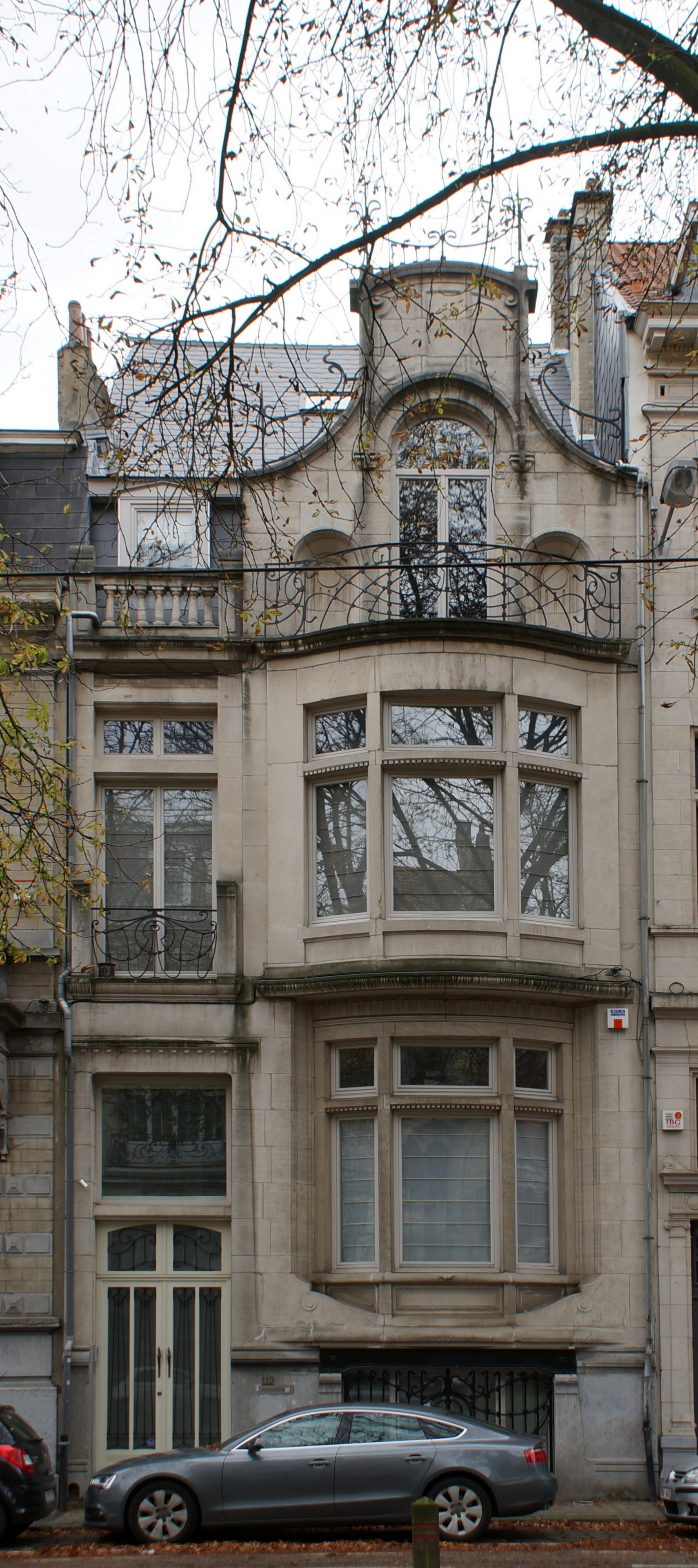
Forest. 112, Avenue Albert (1907).
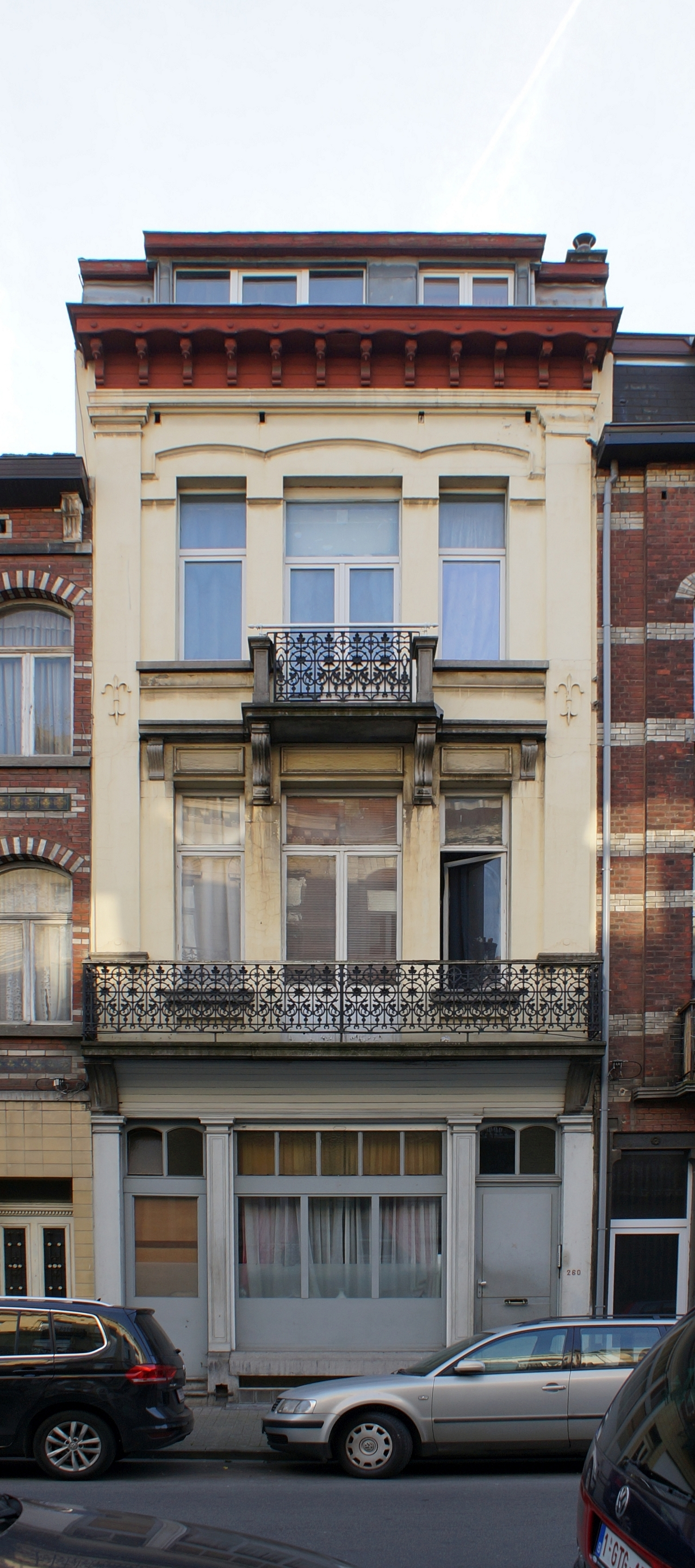
Saint-Gilles. 260, Rue de Merode (1902).
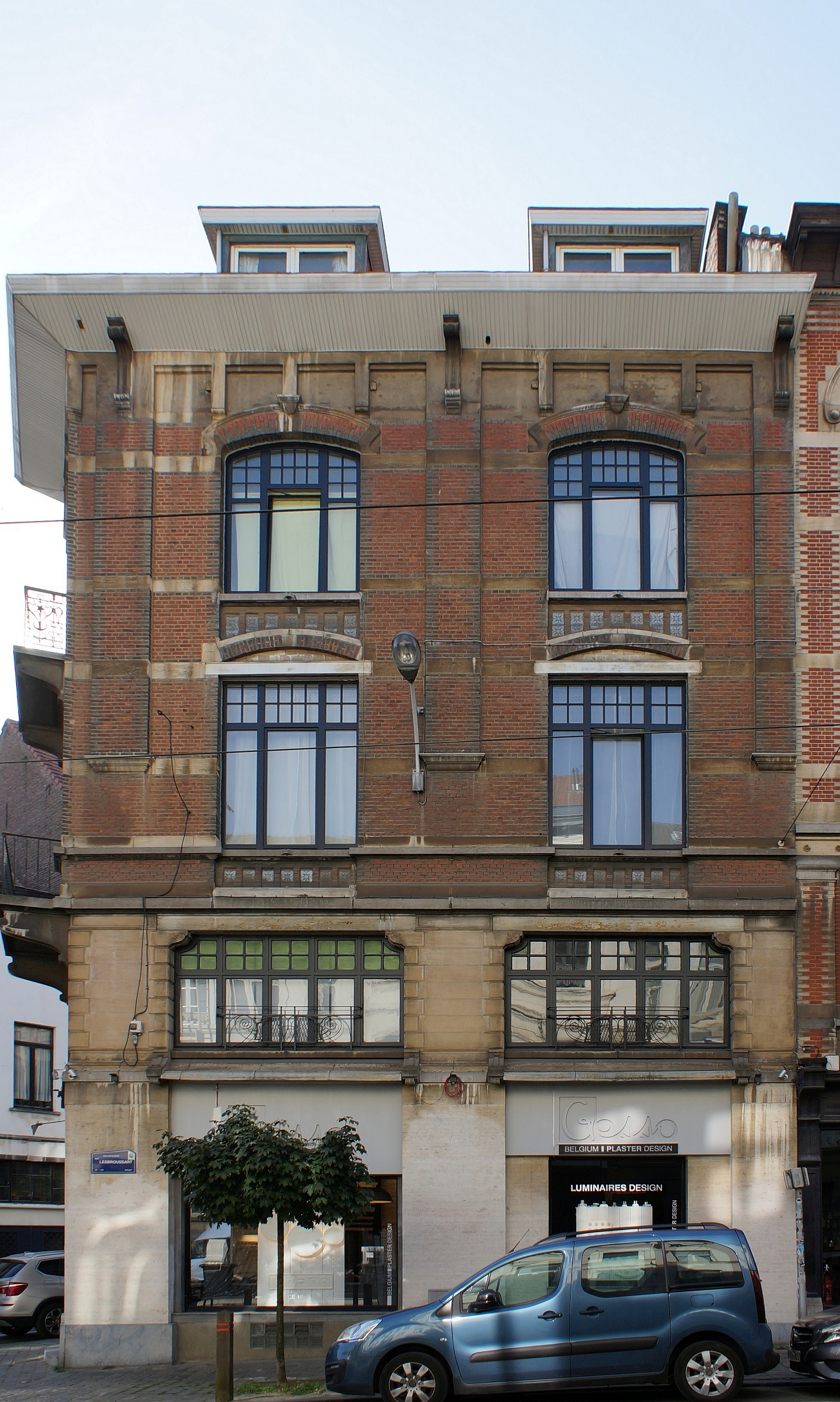
Ixelles. 50, Rue Lesbroussart (1904).